# Ronald Lees
Sir Ronald Beresford Lees KCB CBE DFC (* 27. April 1910 in Australien; † 18. Mai 1991 in Toorak Gardens, Burnside City, Adelaide, Australien) war ein britischer Luftwaffenoffizier der Royal Air Force, der zuletzt von 1963 bis 1965 im Range eines Generalleutnants (Air Marshal) Oberkommandierender (Commander in Chief) der britischen Luftstreitkräfte in Deutschland (RAF Germany) sowie zugleich Kommandeur der 2. Taktischen Luftflotte 2TAF (RAF Second Tactical Air Force) war. Für seine Verdienste während des Zweiten Weltkrieges wurde er unter anderem drei Mal im Kriegsbericht erwähnt (Mentioned in dispatches).

## Leben

### Pilotenausbildung und Zweiter Weltkrieg
Lees trat nach dem Besuch des Prince Alfred’s College sowie St Peter’s College in Adelaide 1930 in die Royal Australian Air Force (RAAF) ein, wechselte aber wie viele andere Angehörige der RAAF jener Zeit 1931 zur Royal Air Force. Dort wurde er nach seiner Beförderung zum Leutnant (Pilot Officer) am 18. März 1931 ab dem 27. März 1931 als Pilot beim No. 29 Squadron RAF auf dem Militärflugplatz RAF Coningsby und am 13. Oktober 1931 auch zum Oberleutnant (Flying Officer) befördert. Nachdem er von Dezember 1934 bis März 1935 einen Flugausbilderlehrgang an der Central Flying School auf dem Militärflugplatz RAF Upa absolviert hatte, wurde er ab dem 10. Mai 1935 als Flugausbilder (Qualified Flying Instructor) bei der No. 4 Flying Training School RAF auf dem Militärflugplatz RAF Valley eingesetzt. Während dieser Zeit wurde er am 13. Oktober 1935 zum Hauptmann (Flight Lieutenant) befördert.
Nach seiner Beförderung zum Major (Squadron Leader) am 1. Oktober 1938 wurde Lees am 8. Dezember 1938 zum Kommandeur (Commanding Officer) der No. 72 Squadron RAF auf dem Luftwaffenstützpunkt RAF Linton-on-Ouse ernannt und trat diesen Posten am 14. Dezember 1938 an. Im Anschluss fungierte er zu Beginn des Zweiten Weltkrieges während der Luftschlacht um England vom 22. Juli 1940 bis zum 9. Januar 1941 als Stabsoffizier für operative Ausbildung bei der zum Angriffskommando (RAF Fighter Command) gehörenden No. 13 Group RAF auf dem Luftwaffenstützpunkt RAF Blakelaw. Am 22. Oktober 1940 wurde ihm das Distinguished Flying Cross (DFC) verliehen. Danach wurde er am 9. Januar 1941 Kommandeur des Luftwaffenstützpunktes RAF Coltishall und für seine dortigen Verdienste am 24. September 1941 erstmals im Kriegsbericht erwähnt (Mentioned in dispatches). Darüber hinaus erhielt er am 26. Dezember 1941 eine Bandschnalle (Bar) zu seinem Distinguished Flying Cross.
Am 4. September 1942 wurde er Commanding Officer der in Tunesien stationierten No. 324 Wing RAF, mit der er am 8. November 1942 an der Operation Torch teilnahm, der britisch-amerikanischen Invasion Französisch-Nordafrikas. Am 2. Februar 1943 wechselte er als Kommandeur eines Sektors zu dem im November 1942 gegründeten Luftkommando Ost (RAF Eastern Air Command) und übernahm in diesem am 18. Februar 1943 wieder den Posten als Kommandeur der No. 324 Wing RAF. Knapp zwei Wochen ging Lees jedoch am 1. März 1943 zunächst als Leitender Stabsoffizier zu der am 24. August 1942 gebildeten No. 242 Group RAF in Algier und übernahm am 26. Mai 1943 die Funktion als Operationsoffizier im Hauptquartier der Taktischen Luftstreitkräfte in Nordafrika NATAF (Northwest African Tactical Air Force). Für seine dortigen Verdienste wurde er am 2. Juni 1943 Commander des Order of the British Empire (CBE). Daraufhin erfolgte am 26. August 1943 seine Ernennung zum Aide-de-camp für die Luftstreitkräfte von König Georg VI., ehe er am 12. Oktober 1944 Offizier im Stab der Alliierten Taktischen Luftstreitkräfte im Mittelmeerraum (Mediterranean Allied Tactical Air Force) wurde. In dieser Zeit wurde er am 1. Juni 1944 zum zweiten Mal sowie am 1. Januar 1945 zum dritten Mal im Kriegsbericht erwähnt.

### Nachkriegszeit und Aufstieg zum Air Marshal
Am 1. Januar 1946 wurde Lees zum Kommandeur des Luftwaffenstützpunktes RAF Bassingbourn berufen und wurde er an diesem Tag zum Companion des Order of the Bath (CB) sowie zugleich zum Commander des US-amerikanischen Legion of Merit ernannt. Ferner erfolgte am 1. Oktober 1946 seine Beförderung zum Oberstleutnant (Wing Commander) sowie am 1. Juli 1947 zum Oberst (Group Captain). Daneben wurde er zusätzlich auch wieder Aide-de-camp für die Luftstreitkräfte von König Georg VI. beziehungsweise am 26. April 1949 Aide-de-camp (ADC) des Königs. Neben einer darauf folgenden Verwendung als Kommandeur des Metropolitan Sector des RAF Fighter Command wurde er nach dem Tode von König Georg VI. am 6. Februar Aide-de-camp von Königin Elisabeth II. und bekleidete diese Funktion bis zum 1. Januar 1953.
Zwischenzeitlich wurde Lees am 8. September 1952 zum Kommandeur (Air Officer Commanding) der wieder aufgestellten No. 83 Group RAF und bekleidete diese Funktion bis zu seiner Ablösung durch Group Captain Henry Hogan am 24. August 1955. Während dieser Zeit wurde er am 1. Januar 1953 zum Air Commodore sowie zuletzt am 1. Juli 1955 zum Generalmajor (Air Vice Marshal) befördert. Am 24. August 1955 übernahm er die Funktion als Assistierender Chef des Luftwaffenstabes für Operationen (Assistant Chief of the Air Staff (Operations)) und verblieb auf diesem Posten bis zum 6. Oktober 1958. Danach war er als Stabsabteilungsleiter SASO (Senior Air Staff Officer) im Hauptquartier des RAF Fighter Command tätig.
Als Nachfolger von Air Marshal Charles Elworthy wurde Lees am 18. Juli 1960 stellvertretender Chef des Luftwaffenstabes (Deputy Chief of the Air Staff) und wurde in dieser Verwendung am 1. Januar 1961 schließlich selbst zum Generalleutnant (Air Marshal) befördert. Am 10. Januar 1961 wurde er zum Knight Commander des Order of the Bath (KCB) geschlagen, so dass er fortan den Namenszusatz „Sir“ führte. Sein Nachfolger in der Verwendung als stellvertretender Chef des Luftwaffenstabes wurde am 25. Juni 1963 Air Vice Marshal Christopher Hartley.
Lees selbst wurde am 25. Juni 1963 Nachfolger von Air Marshal John Grandy als Oberkommandierender (Commander in Chief) der britischen Luftstreitkräfte in Deutschland (RAF Germany) sowie in Personalunion als Kommandeur der 2. Taktischen Luftflotte 2TAF (RAF Second Tactical Air Force). Auf dieser Funktion verblieb er bis zu seiner Ablösung durch Air Vice Marshal Denis Spotswood am 6. Dezember 1965, ehe er knapp drei Monate später am 3. Februar 1966 aus dem aktiven militärischen Dienst ausschied.
1981 kehrte Lees nach Australien zurück und lebte als Viehzüchter in Albury in New South Wales. Nach seinem Tode erfolgte seine Urnenbeisetzung im Centennial Park Crematorium von Adelaide.